# 名古屋市立川中小学校
名古屋市立川中小学校（なごやしりつ かわなかしょうがっこう）は、名古屋市北区福徳町の公立小学校。土日祝は名古屋北トップドリームズがグラウンドを使用している。

## 歴史

### 沿革
- 1974年（昭和49年） - 名古屋市立光城小学校分校として設置される[2]。
- 1980年（昭和55年） - 名古屋市立川中小学校として分離独立[2]。
- 2000年（平成12年） - 特別支援学級として「ひばり学級」を新設[2]。
- 2002年（平成14年） - 校内にビオトープとして「川中自然池」を設置[2]。
- 2006年（平成18年） - トワイライトスクール開始[2]。また、岡崎市立下山小学校との交流活動が開始される[2]。
- 2015年（平成27年） - 特別支援学級増級[2]。

### 児童数の変遷
『愛知県小中学校誌』（1998年）によると、児童数の変遷は以下の通りである。
| 1980年（昭和55年） | 740人 |  |
| 1987年（昭和62年） | 656人 |  |
| 1997年（平成9年）  | 436人 |  |

## 通学区域
- 光音寺町字野方[3]
- 中切町[3]
- 福徳町[3]

## 進学先中学校
- 名古屋市立志賀中学校[4]